# Wernigeroder Jagdkorporationen Senioren-Convent

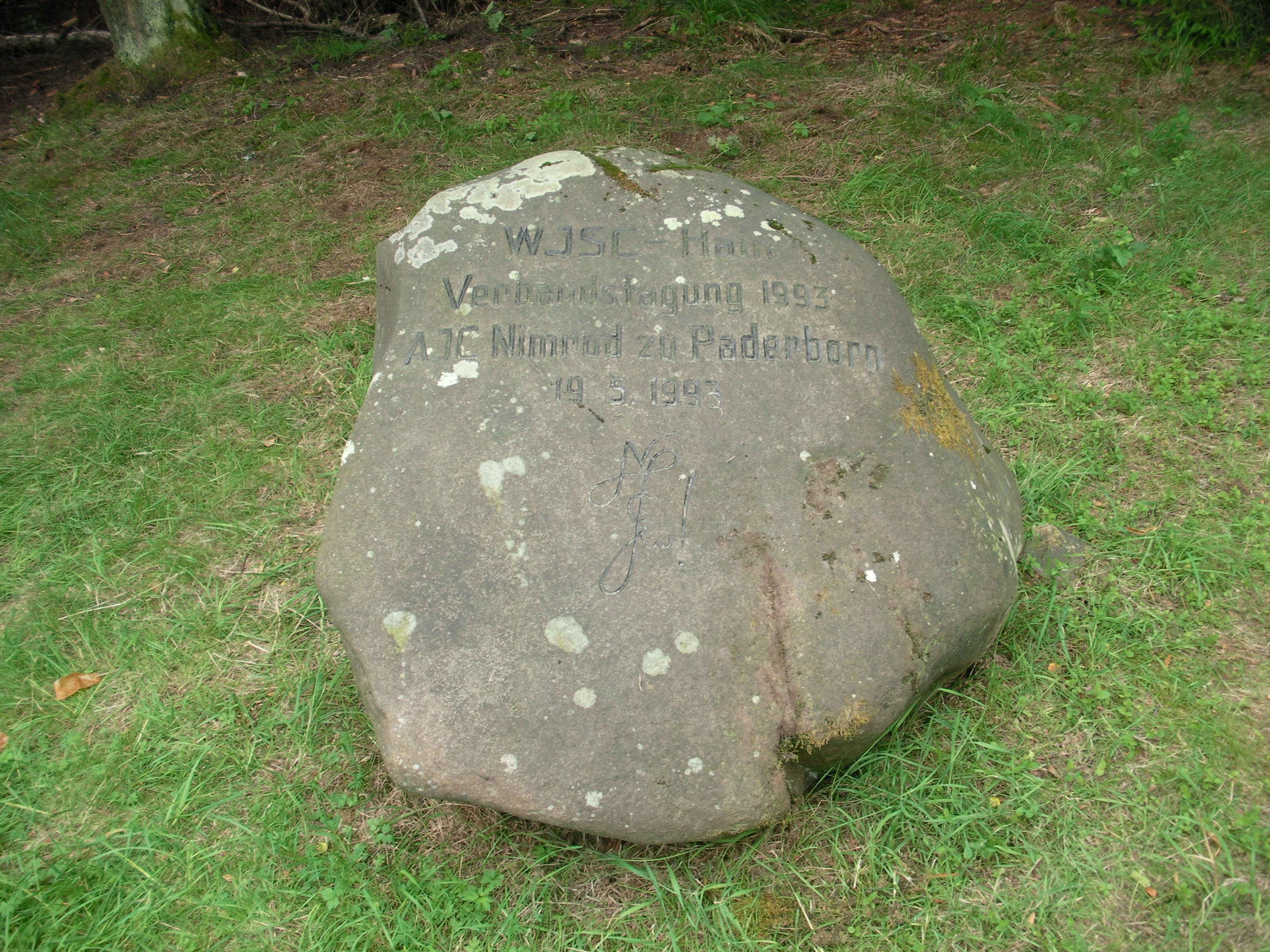
Gedenkstein am WJSC-Hain bei Wernigerode

Der Wernigeroder Jagdkorporationen Senioren-Convent (WJSC) ist ein Dachverband von Jagdstudentenverbindungen in Deutschland, vormals auch in Österreich. Er ist Mitglied im Convent Deutscher Akademikerverbände.

## Geschichte

### Die Anfänge
Seit 1920 bildeten sich in Deutschland die ersten jagdlich orientierten Studentenverbindungen, die bald den Gedanken zum Zusammenschluss in einem Dachverband fassten. So schlossen sich die erste Jagdverbindung, Jagdcorps Masovia zu Berlin, und der Akademische Jagdverein Borussia am 30. Januar 1922 zum „Kartell Akademischer Jagdvereine“ zusammen, das am 26. Juni 1924 durch die Aufnahme des Jagdcorps Hubertia Halle erweitert wurde. Dessen Gründung ein Jahr zuvor war durch die Kenntnis der Gründung Masovia Berlins erfolgt. Es wurden auch Verhandlungen mit dem 1922 gegründeten Jagdcorps Hubertia Leipzig geführt, doch konnte mit diesem keine Einigung erzielt werden.
Auf dem Kartell-Convent am 26./27. Juli 1924 erfolgte die Umbenennung in „Kartell Akademischer Jagdverbindungen“. Das in Breslau aus einem Jägerstammtisch über die akademische Schützenschaft Hubertia 1925 entstandene Jagdcorps Hubertia Breslau wurde als vierter Bund in das Kartell aufgenommen. Aufgrund der Hinwendung des Kartells zur Pflichtmensur trat im selben Jahr Borussia Hannover aus.

### Wernigeroder Jagdcorps Senioren-Convent

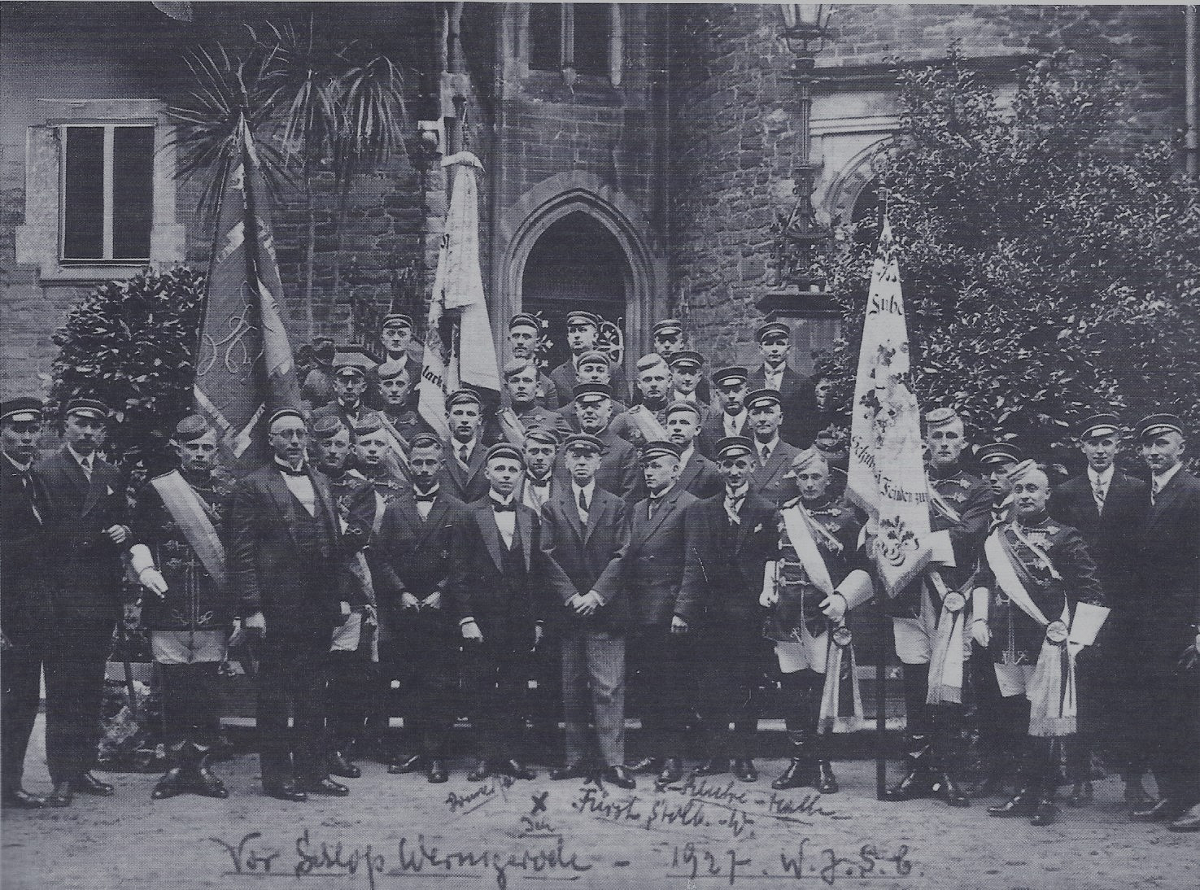
Die drei Gründungsbünde im Hof von Schloss Wernigerode. V. l. n. r.: Hubertia Breslau, Masovia Berlin, Hubertia Halle.

Am 2. und 3. Juli 1927 tagte das Kartell auf Einladung des damaligen Präsidenten des Allgemeinen Deutschen Jagdschutz-Verbandes (ADJV), dem Vorläufer des heutigen Deutschen Jagdverband, Christian-Ernst Fürst zu Stolberg-Wernigerode (Jagdcorps Masovia zu Berlin) erstmals in der Stadt Wernigerode, die seitdem Namensgeber und Tagungsort des Verbandes ist. Das Kartell benannte sich damals unter weitgehender Beibehaltung der Satzung und Verbandssymbolen in „Wernigeroder Jagdcorps Senioren-Convent“ um. Gleichzeitig wurden das Pflichtmensurprinzip verbandsverbindlich und der Antrag auf Aufnahme in den Allgemeinen Deutschen Waffenring gestellt. Seit 1929 findet alljährlich das Verbandsschießen im jagdlichen Schießen statt.
Es folgten 1928 die Aufnahmen des Jagdcorps Saxo-Franconia Tharandt und des Jagdcorps Hubertia zu Leipzig. Das 1929 aus dem WJSC heraus gegründete Jagdcorps Saxo-Silesia Dresden wurde bei der Verbandstagung als sechstes Jagdcorps aufgenommen. Kurz vor der Suspendierung wurde als Probemitglied das Jagdcorps Rugo-Suevia Bonn in den Verband aufgenommen.
Durch seine Mitglieder aus den Reihen des ADJV Christian-Ernst zu Stolberg-Wernigerode, Alfons Prinz zu Isenburg (beide Masovia Berlin) und Victor III. Fürst von Corvey, Prinz zu Hohenlohe-Schillingsfürst (Hubertia Breslau) nahm der WJSC wesentlich Anteil an der Gestaltung der Jagd in der Weimarer Republik.
Im Dritten Reich suspendierte der WJSC am 13. Mai 1934 auf dem Haus der Masovia Berlin und bestand bis 1939 als „Grüner Ring – Arbeitsgemeinschaft jagdlicher Korporationen“ mit den meisten Jagdcorps weiter. Der Berliner Altherren Verband, dem sich die aus Halle und Dresden bis 1938 anschlossen, trafen sich noch während des Krieges in Wernigerode.
Lediglich 57 der 292 Mitglieder hatten den Krieg überlebt, nur knapp 20 %.

### Wernigeroder Jagdkorporationen Senioren-Convent
Der Zweite Weltkrieg traf den WJSC nicht nur durch den Tod vieler Verbandsbrüder, sondern auch durch den Verlust seiner Verbandsheimat Wernigerode. Hinzu kam, dass bis auf Berlin sämtliche einstigen Hochschulorte, an denen der Verband vertreten war, nun im sowjetisch besetzten Teil Deutschlands bzw. in Polen lagen, in denen Korporationen jeder Art verboten waren.
Daher mussten neue Standorte gefunden werden, an denen neue Jagdkorporationen entstehen konnten. Dies geschah unter wesentlicher Mithilfe von Verbandsbrüdern der Jagdcorps. Walter Schultze al. Wolfsangel vom Jagdcorps Hubertia Halle verfasste einen Aufruf in allen Jagdzeitschriften, der den überlebenden Verbandsbrüdern zu einem ersten Wiedersehen verhalf. Dieses fand am 20. Januar 1951 in Hannover als „1. Jagdcorps-Wiedersehenstreffen“ statt. Hiermit war der Anstoß zur Wiedereinrichtung des WJSC gegeben.
Burchardi (Hubertia Halle) innitierte an der Rheinischen Friedrich-Wilhelms-Universität Bonn einen Jägerstammtisch, aus dem sich 1951 die Jagdverbindung Hubertia Bonn und Halle zu Bonn als erste Nachkriegsgründung entwickelte.
Um die Idee des Jagdstudententums auch auf Verbandsebene wieder zu beleben, trafen sich das Jagdcorps Masovia zu Berlin mit der Jagdverbindung Hubertia Bonn und Halle zu Bonn und der Akademischen Jagdverbindung Hermann Löns zu Münster 1955 zum ersten Mal in Hannover. 1956 wurde der WJSC offiziell restituiert. Da es sich bis auf Berlin bei den Mitgliedsbünden nicht mehr um Jagdcorps handelte und die Neugründungen keine pflichtschlagenden Bünde waren, erfolgte hierbei die Umbenennung in Wernigeroder Jagdkorporationen Senioren-Convent. Die Verbandstagungen fanden von nun an am Standort der jeweils präsidierenden Verbindung statt. Ab 1963 wurde das Schloss Spangenberg Ort der jährlichen Tagungen, erst ab 1990 war die Rückkehr nach Wernigerode wieder möglich. Auch war eine Wiederbelebung an den ehemaligen Hochschul-Standorten in Leipzig und Tharandt möglich.

## Ziele und Ausrichtung
- Schutz der heimischen Natur

- Die Einhaltung der Grundsätze deutscher Waidgerechtigkeit

- Die Pflege jagdlichen Brauchtums

- Die Bewahrung studentischen Brauchtums

Die WJSC-Jagdverbindungen sind konfessionell wie politisch neutral sowie ungebunden und verpflichten sich den Naturschutz- und Ethikrichtlinien der Waidgerechtigkeit. Der WJSC stellt seinen Mitgliedern sowohl das akademische Fechten als auch die Mensur frei.

## Verbandssymbole
Das Banner des WJSC zeigt auf der Vorderseite das Verbandswappen mit dem Schloss Wernigerode als Gründungsort, sowie auf der Rückseite eine goldene, abgeworfene Rehbockstange. Diese Rehbockstange wird auch von den Mitgliedern der einzelnen Verbindungen am Revere als Verbandssymbol getragen.
Die Verbandshymne ist "Der Jägerruf hat uns vereinigt hier" und wird zur Melodie des Studentenliedes "Drei Klänge sinds" gesungen.

## Mitgliedskorporationen

### Aktuelle Mitglieder
- Jagdcorps Masovia zu Berlin
- Jagdcorps Hubertia zu Leipzig
- Jagdverbindung Hubertia Bonn und Halle zu Bonn
- Akademische Jagdverbindung Hermann Löns zu Münster
- Akademische Jagdverbindung Hubertia Aachen
- Studentische Jagdverbindung Hubertus Köln
- Akademische Jagdverbindung Hubertia Ruhr zu Bochum
- Akademische Jägerschaft St. Eustachius zu Würzburg
- Akademische Jagdverbindung Huberto Holsatia zu Kiel
- Akademische Jagdcorporation Nimrod zu Paderborn
- Forstakademische Jagdcorporation Cervidia zu Tharandt

### Ehemalige Mitglieder des alten WJSC

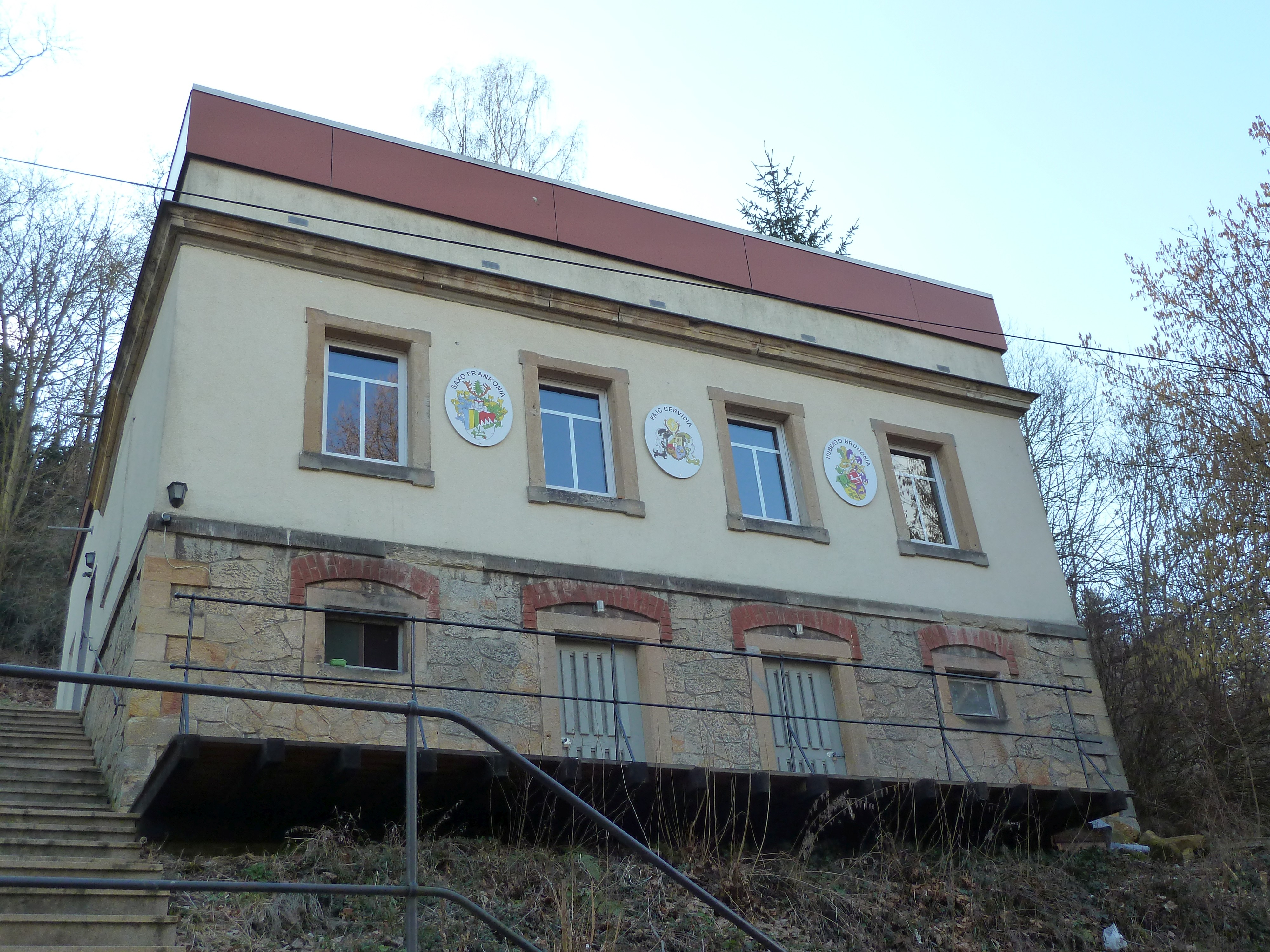
Verbindungshaus Saxo Frankonia, FAJC Cervidia und Huberto Brunovia in Tharandt

- Akad. Jagdverein Borussia Hannover (erloschen)
- Jagdcorps Saxo-Frankonia Tharandt (aufgegangen in FAJC Cervidia zu Tharandt)
- Jagdcorps Hubertia Halle (Traditionsvertrag mit JV Hubertia Bonn und Halle zu Bonn)
- Jagdcorps Hubertia Breslau (Traditionsvertrag mit JV Hubertia Göttingen)
- Jagdcorps Saxo-Silesia Dresden (Traditionsvertrag mit JC Masovia Berlin)
- Jagdcorps Rugo-Suevia Bonn (erloschen)

### Ehemalige Mitglieder
- Jagdverbindung Huberto-Brunonia Braunschweig (aufgegangen in FAJC Cervidia zu Tharandt)
- Jagdverbindung Hubertia Göttingen (ausgetreten)
- Studentische Jägerschaft Bergisch Land zu Wuppertal (erloschen)

Die folgenden vier ehemaligen Mitglieder gründeten einen neuen Verband, den Kongreß Akademischer Jagdcorporationen:
- Jagd-Corps Artemis München (ausgetreten)
- Akademische Jagdcorporation Brandenburgia Eberswalde (ausgetreten)
- Akademische Jagdverbindung Hubertus Düsseldorf (ausgeschlossen)
- Akademische Jägerschaft Silvania Wien (ausgetreten)

## Bekannte Mitglieder (Auswahl)
- Anton Arland, Jagdcorps Hubertia zu Leipzig
- Fritz Bley, Jagdcorps Masovia zu Berlin
- Felix von Bressensdorf, Jagdcorps Hubertia zu Leipzig
- Jochen Borchert, Akademische Jagdverbindung Hubertia Ruhr zu Bochum
- Ernst von Eschwege, Jagdcorps Masovia zu Berlin
- Constantin Heereman von Zuydtwyck, Akademische Jagdverbindung Hermann Löns zu Münster
- Franz Heske, Jagdcorps Saxo-Fankonia Tharandt
- Egon von Kapherr, Jagdcorps Hubertia Halle
- Adolf Friedrich zu Mecklenburg, Jagdcorps Masovia zu Berlin
- Heinrich zu Mecklenburg, Jagdcorps Masovia zu Berlin
- Hugo Miehe, Jagdcorps Masovia zu Berlin
- Kurt Opitz, Jagdcorps Masovia zu Berlin
- Hermann Pohle, deutscher Zoologe, Jagdcorps Masovia zu Berlin
- Otto Rasch, Jagdcorps Hubertia zu Leipzig
- Rudolf Stammler, Jagdcorps Hubertia zu Leipzig
- Christian Ernst Fürst zu Stolberg-Wernigerode, Jagdcorps Masovia zu Berlin
- Botho zu Stolberg-Wernigerode, Jagdcorps Masovia zu Berlin
- Victor III. Fürst von Corvey, Prinz zu Hohenlohe-Schillingsfürst, Jagdcorps Hubertia Breslau